# IC 3095
IC 3095 ist eine spiralförmige Zwerggalaxie vom Hubble-Typ Sbc im Sternbild Haar der Berenike.
Das Objekt wurde am 23. März 1903 von dem deutschen Astronomen Max Wolf entdeckt.